# Montañas Palni
Las montañas de Palni (Tamil: பழனி மலை) (también montañas de Palani) son una cordillera en el estado de Tamil Nadu del sur de la India. Las montañas de Palani son una extensión hacia el este de la cordillera de los Ghats occidentales, que corren paralelas a la costa del oeste de la India. Las montañas de Palani colindan con las montañas de Anamalai en el oeste, y por el este con las llanuras de Tamil Nadu, cubriendo un área de 2.068 kilómetros cuadrados (798 millas cuadradas). La parte más alta de la cordillera se encuentra en el suroeste, y alcanza una elevación de 1.800-2.500 metros (5.906-8.202 pies); la zona del este de la cordillera se compone de montañas de 1.000-1.500 m (3.281-4.921 pies) de alto.
También en estas montañas está uno de los santuarios del dios Karthikeyan o Murugan, que es adorado como el dios principal en Tamil Nadu.

## Geografía
La cordillera se encuentra entre el valle de Cumbum al sur, que es drenado por el río Vaigai y sus afluentes superiores, y la región de Kongu Nadu al norte. Las laderas norteñas son drenadas por el río Shanmukha, el río Nanganji y el río Kodavanar, que son afluentes del río Kaveri. La cordillera se localiza en su mayor parte dentro del distrito de Dindigul, excepto la porción occidental, donde forma el límite entre el distrito de Dindigul y el distrito de Theni al sur. La estación de montaña de Kodaikanal está situada en la parte meridional central de la cordillera.

## Ecorregiones

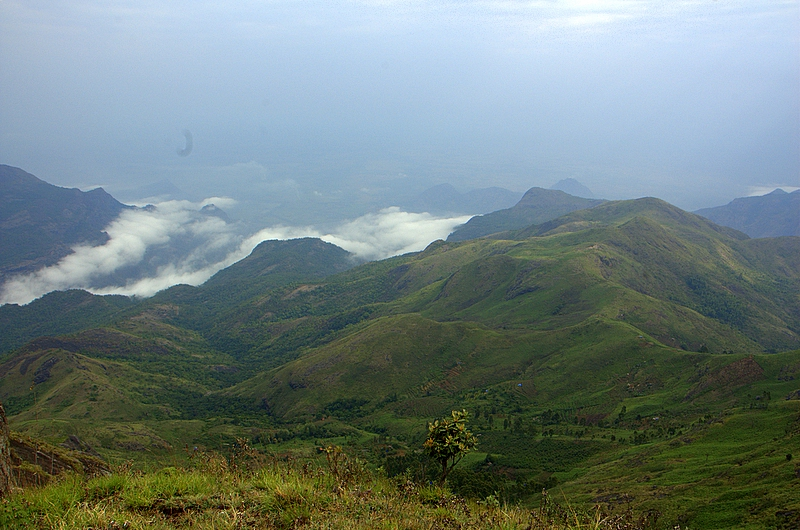
Una vista panorámica de las montañas

Las elevaciones más bajas de las montañas Palni, entre 250 y 1.000 metros (820-3.281 pies), son parte de la ecorregión bosques húmedos de hoja caduca del sur de los Ghats occidentales. Por encima de 1.000 metros (3.281 pies), los bosques caducifolios de hoja perenne sufren una transición a las selvas tropicales de montaña del sur de los Ghats occidentales. En las partes más altas de la cordillera, por encima de 2.000 m (6.562 pies), las selvas tropicales montanas dan paso a un mosaico de sholas y pastizales, compuestos de pastizales montanos tolerantes a las heladas intercalados con bolsas de bosque de shola de bajo crecimiento.

## Conservación
Las montañas de Palni están sujetas actualmente a un aumento de la presión del desarrollo. En 1985 se fundó el Consejo de Conservación de las montañas Palni, una organización no gubernamental con sede en Kodaikanal. En la década de 1990 el Departamento Forestal de Nadu Tamil propuso al gobierno del estado de Tamil Nadu que gran parte de la cordillera se convirtiera en lugar protegido como santuario de vida silvestre o como Parque nacional colinas de Palani.